# Сантоменна
Сантоменна (італ. Santomenna) — муніципалітет в Італії, у регіоні Кампанія,  провінція Салерно.
Сантоменна розташована на відстані близько 270 км на південний схід від Рима, 90 км на схід від Неаполя, 50 км на схід від Салерно.
Населення — 450 осіб (2014).

## Демографія
Населення за роками:

Станом на 1 січня 2023 року в муніципалітеті офіційно проживало 10 іноземців з 4 країн, серед них 1 громадянин країн Євросоюзу.

## Сусідні муніципалітети
- Кастельнуово-ді-Конца
- Лав'яно
- Пескопагано